# Repesca OFC-Conmebol por la clasificación para la Copa Mundial de Fútbol de 2018
La repesca entre OFC y Conmebol por la clasificación para la Copa Mundial de Fútbol de 2018 se desarrolló en dos partidos, de ida y vuelta, entre Nueva Zelanda, equipo ganador de la clasificación de la OFC y Perú, que ocupó el quinto puesto del torneo clasificatorio de la Conmebol.
El sorteo se realizó en el palacio Konstantínovski, San Petersburgo (Rusia) el 25 de julio de 2015. Los partidos se disputaron el 11 y el 15 de noviembre de 2017.

## Antecedentes

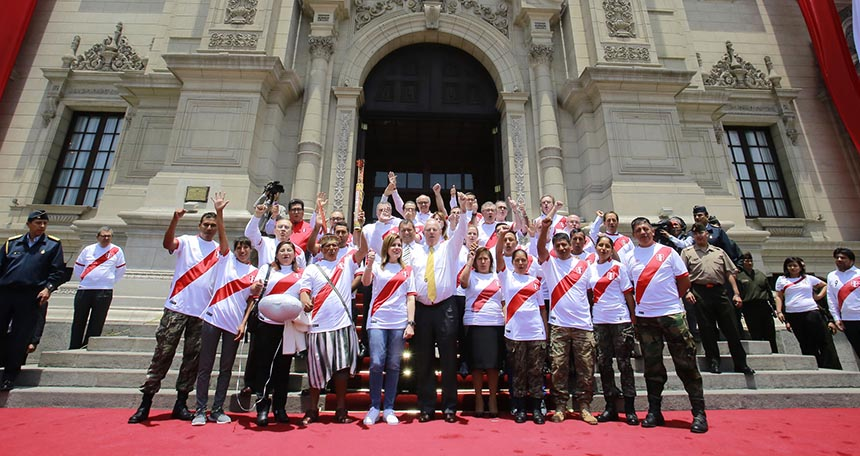
El entonces presidente de Perú Pedro Pablo Kuczynski la mañana del segundo partido entre su país y.

Esta fue la tercera repesca intercontinental consecutiva para Nueva Zelanda, que ya la había disputado antes para el mundial de Sudáfrica 2010, ganándole a Baréin por 1 a 0 en el marcador global y frente a México para el mundial de Brasil 2014, ocasión en la que fue derrotado por 9 a 3.
Fue también, el primer repechaje intercontinental para Perú, cuya última participación en una Copa Mundial había ocurrido en España 1982.

## Partidos

### Ida

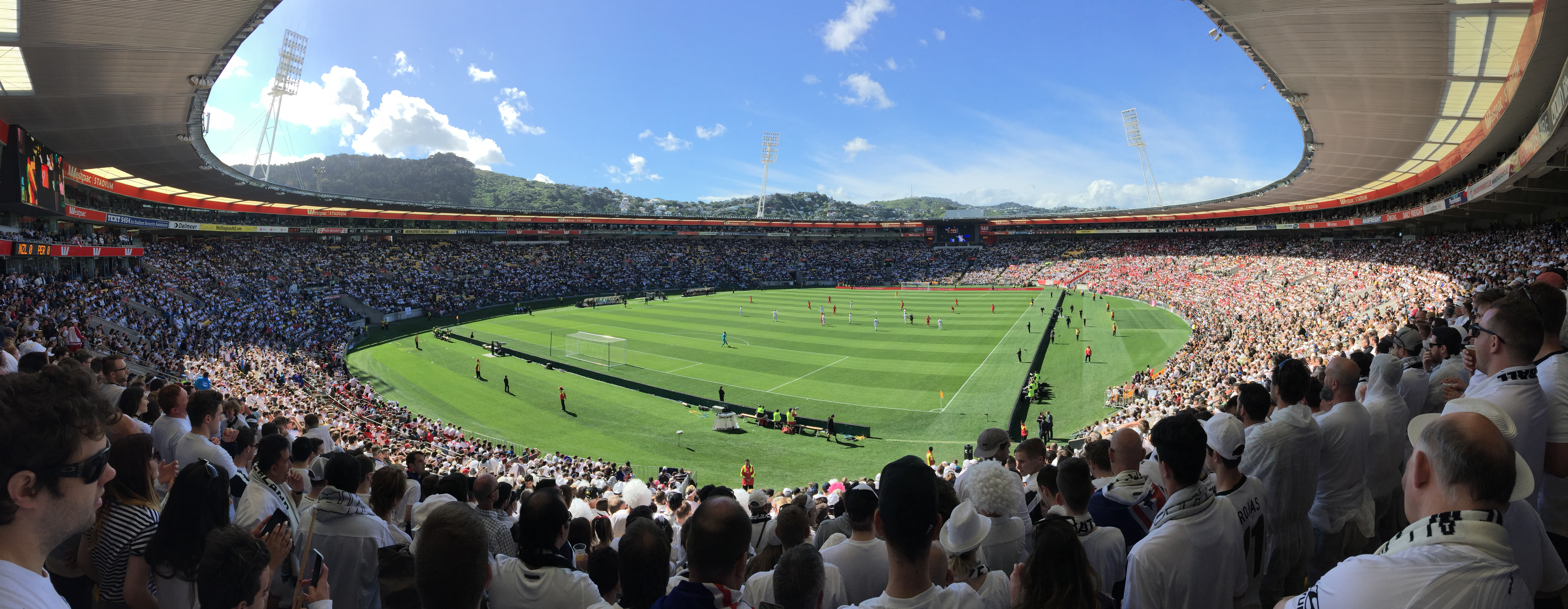
El Estadio Westpac batió el récord de asistencia a un partido de fútbol con 37,034 espectadores

| 1          | Guardameta     | Stefan Marinovic   |     |
| 18         | Defensa        | Kip Colvey         |     |
| 5          | Defensa        | Michael Boxall     |     |
| 2          | Defensa        | Winston Reid       |     |
| 20         | Defensa        | Tommy Smith        | 67' |
| 3          | Defensa        | Deklan Wynne       |     |
| 15         | Centrocampista | Clayton Lewis      | 74' |
| 14         | Centrocampista | Ryan Thomas        |     |
| 8          | Centrocampista | Michael McGlinchey |     |
| 11         | Delantero      | Marco Rojas        | 78' |
| 7          | Delantero      | Kosta Barbarouses  |     |
| Entrenador | Entrenador     | Anthony Hudson     |     |

| 1          | Guardameta     | Pedro Gallese     |       |
| 3          | Defensa        | Aldo Corzo        |       |
| 15         | Defensa        | Christian Ramos   |       |
| 2          | Defensa        | Alberto Rodríguez |       |
| 6          | Defensa        | Miguel Trauco     |       |
| 13         | Centrocampista | Renato Tapia      |       |
| 19         | Centrocampista | Yoshimar Yotún    | 88'   |
| 8          | Centrocampista | Christian Cueva   | 90+1' |
| 20         | Centrocampista | Edison Flores     |       |
| 18         | Centrocampista | André Carrillo    | 77'   |
| 10         | Delantero      | Jefferson Farfán  |       |
| Entrenador | Entrenador     | Ricardo Gareca    |       |

| 22 | Defensa        | Andrew Durante | 67' |
| 9  | Delantero      | Chris Wood     | 74' |
| 6  | Centrocampista | Bill Tuiloma   | 78' |

| 7  | Centrocampista | Paolo Hurtado | 77'   |
| 23 | Centrocampista | Pedro Aquino  | 88'   |
| 14 | Centrocampista | Andy Polo     | 90+1' |

| Amonestado | 68' | Michael McGlinchey |
| Amonestado | 75' | Michael Boxall     |

| Amonestado | 22' | Yoshimar Yotún |

| Árbitro             | Mark Geiger    |
| Árbitros asistentes | Joe Fletcher   |
| Árbitros asistentes | Frank Anderson |
| Cuarto árbitro      | Jair Marrufo   |

| 1          | Guardameta     | Stefan Marinovic   |     |
| 18         | Defensa        | Kip Colvey         |     |
| 5          | Defensa        | Michael Boxall     |     |
| 2          | Defensa        | Winston Reid       |     |
| 20         | Defensa        | Tommy Smith        | 67' |
| 3          | Defensa        | Deklan Wynne       |     |
| 15         | Centrocampista | Clayton Lewis      | 74' |
| 14         | Centrocampista | Ryan Thomas        |     |
| 8          | Centrocampista | Michael McGlinchey |     |
| 11         | Delantero      | Marco Rojas        | 78' |
| 7          | Delantero      | Kosta Barbarouses  |     |
| Entrenador | Entrenador     | Anthony Hudson     |     |

| 1          | Guardameta     | Pedro Gallese     |       |
| 3          | Defensa        | Aldo Corzo        |       |
| 15         | Defensa        | Christian Ramos   |       |
| 2          | Defensa        | Alberto Rodríguez |       |
| 6          | Defensa        | Miguel Trauco     |       |
| 13         | Centrocampista | Renato Tapia      |       |
| 19         | Centrocampista | Yoshimar Yotún    | 88'   |
| 8          | Centrocampista | Christian Cueva   | 90+1' |
| 20         | Centrocampista | Edison Flores     |       |
| 18         | Centrocampista | André Carrillo    | 77'   |
| 10         | Delantero      | Jefferson Farfán  |       |
| Entrenador | Entrenador     | Ricardo Gareca    |       |

| 22 | Defensa        | Andrew Durante | 67' |
| 9  | Delantero      | Chris Wood     | 74' |
| 6  | Centrocampista | Bill Tuiloma   | 78' |

| 7  | Centrocampista | Paolo Hurtado | 77'   |
| 23 | Centrocampista | Pedro Aquino  | 88'   |
| 14 | Centrocampista | Andy Polo     | 90+1' |

| Amonestado | 68' | Michael McGlinchey |
| Amonestado | 75' | Michael Boxall     |

| Amonestado | 22' | Yoshimar Yotún |

| Árbitro             | Mark Geiger    |
| Árbitros asistentes | Joe Fletcher   |
| Árbitros asistentes | Frank Anderson |
| Cuarto árbitro      | Jair Marrufo   |

| \| Estadísticas \| \| \| \| Tiros \| 3 \| 12 \| \| Tiros a puerta \| 0 \| 3 \| \| Recuperaciones \| 12 \| 17 \| \| Faltas \| 15 \| 14 \| \| Saques de esquina \| 2 \| 3 \| \| Pases \| 392 \| 417 \| \| Pases correctos \| 365 (93%) \| 388 (93%) \| \| Fuera de juego \| 3 \| 1 \| \| Posesión del balón \| 48% \| 52% \| |                          |                 |
| Estadísticas | Bandera de Nueva Zelanda | Bandera de Perú |
| Tiros | 3                        | 12              |
| Tiros a puerta | 0                        | 3               |
| Recuperaciones | 12                       | 17              |
| Faltas | 15                       | 14              |
| Saques de esquina | 2                        | 3               |
| Pases | 392                      | 417             |
| Pases correctos | 365 (93%)                | 388 (93%)       |
| Fuera de juego | 3                        | 1               |
| Posesión del balón | 48%                      | 52%             |

### Vuelta
| 1          | Guardameta     | Pedro Gallese     |     |
| 17         | Defensa        | Luis Advíncula    |     |
| 15         | Defensa        | Christian Ramos   |     |
| 2          | Defensa        | Alberto Rodríguez |     |
| 6          | Defensa        | Miguel Trauco     |     |
| 13         | Centrocampista | Renato Tapia      |     |
| 20         | Centrocampista | Edison Flores     |     |
| 14         | Centrocampista | Andy Polo         | 74' |
| 8          | Centrocampista | Christian Cueva   | 86' |
| 10         | Centrocampista | Jefferson Farfán  |     |
| 11         | Delantero      | Raúl Ruidíaz      | 66' |
| Entrenador | Entrenador     | Ricardo Gareca    |     |

| 1          | Guardameta     | Stefan Marinovic   |     |
| 18         | Defensa        | Kip Colvey         |     |
| 22         | Defensa        | Andrew Durante     | 77' |
| 2          | Defensa        | Winston Reid       |     |
| 5          | Defensa        | Michael Boxall     |     |
| 3          | Defensa        | Deklan Wynne       |     |
| 15         | Centrocampista | Clayton Lewis      | 59' |
| 8          | Centrocampista | Michael McGlinchey |     |
| 6          | Centrocampista | Bill Tuiloma       | 46' |
| 14         | Centrocampista | Ryan Thomas        |     |
| 8          | Delantero      | Kosta Barbarouses  |     |
| Entrenador | Entrenador     | Anthony Hudson     |     |

| 19 | Centrocampista | Yoshimar Yotún |     |
| 18 | Centrocampista | André Carrillo | 74' |
| 4  | Defensa        | Adrián Zela    | 86' |

| 9  | Delantero      | Chris Wood     | 46' |
| 11 | Centrocampista | Marco Rojas    | 59' |
| 17 | Delantero      | Jeremy Brockie | 77' |

| Anotado | 28' | Jefferson Farfán | 1–0 |
| Anotado | 65' | Christian Ramos  | 2–0 |

|  |

| Amonestado | 22' | Edison Flores   |
| Amonestado | 75' | Christian Ramos |
| Amonestado | 79' | Pedro Gallese   |

| Amonestado | 19' | Ryan Thomas |

| Árbitro             | Clément Turpin |
| Árbitros asistentes | Nicolas Danos  |
| Árbitros asistentes | Cyril Gringore |
| Cuarto árbitro      | Benoît Bastien |

| 1          | Guardameta     | Pedro Gallese     |     |
| 17         | Defensa        | Luis Advíncula    |     |
| 15         | Defensa        | Christian Ramos   |     |
| 2          | Defensa        | Alberto Rodríguez |     |
| 6          | Defensa        | Miguel Trauco     |     |
| 13         | Centrocampista | Renato Tapia      |     |
| 20         | Centrocampista | Edison Flores     |     |
| 14         | Centrocampista | Andy Polo         | 74' |
| 8          | Centrocampista | Christian Cueva   | 86' |
| 10         | Centrocampista | Jefferson Farfán  |     |
| 11         | Delantero      | Raúl Ruidíaz      | 66' |
| Entrenador | Entrenador     | Ricardo Gareca    |     |

| 1          | Guardameta     | Stefan Marinovic   |     |
| 18         | Defensa        | Kip Colvey         |     |
| 22         | Defensa        | Andrew Durante     | 77' |
| 2          | Defensa        | Winston Reid       |     |
| 5          | Defensa        | Michael Boxall     |     |
| 3          | Defensa        | Deklan Wynne       |     |
| 15         | Centrocampista | Clayton Lewis      | 59' |
| 8          | Centrocampista | Michael McGlinchey |     |
| 6          | Centrocampista | Bill Tuiloma       | 46' |
| 14         | Centrocampista | Ryan Thomas        |     |
| 8          | Delantero      | Kosta Barbarouses  |     |
| Entrenador | Entrenador     | Anthony Hudson     |     |

| 19 | Centrocampista | Yoshimar Yotún |     |
| 18 | Centrocampista | André Carrillo | 74' |
| 4  | Defensa        | Adrián Zela    | 86' |

| 9  | Delantero      | Chris Wood     | 46' |
| 11 | Centrocampista | Marco Rojas    | 59' |
| 17 | Delantero      | Jeremy Brockie | 77' |

| Anotado | 28' | Jefferson Farfán | 1–0 |
| Anotado | 65' | Christian Ramos  | 2–0 |

|  |

| Amonestado | 22' | Edison Flores   |
| Amonestado | 75' | Christian Ramos |
| Amonestado | 79' | Pedro Gallese   |

| Amonestado | 19' | Ryan Thomas |

| Árbitro             | Clément Turpin |
| Árbitros asistentes | Nicolas Danos  |
| Árbitros asistentes | Cyril Gringore |
| Cuarto árbitro      | Benoît Bastien |

| \| Estadísticas \| \| \| \| Tiros \| 8 \| 3 \| \| Tiros a puerta \| 4 \| 0 \| \| Recuperaciones \| 15 \| 6 \| \| Faltas \| 19 \| 20 \| \| Saques de esquina \| 5 \| 7 \| \| Pases \| 289 \| 146 \| \| Pases correctos \| 273 (94%) \| 136 (93%) \| \| Fuera de juego \| 0 \| 1 \| \| Posesión del balón \| 61% \| 39% \| |                 |                          |
| Estadísticas | Bandera de Perú | Bandera de Nueva Zelanda |
| Tiros | 8               | 3                        |
| Tiros a puerta | 4               | 0                        |
| Recuperaciones | 15              | 6                        |
| Faltas | 19              | 20                       |
| Saques de esquina | 5               | 7                        |
| Pases | 289             | 146                      |
| Pases correctos | 273 (94%)       | 136 (93%)                |
| Fuera de juego | 0               | 1                        |
| Posesión del balón | 61%             | 39%                      |

## Clasificado
| Perú                           |
| Copa Mundial de Fútbol de 2018 |
| 5.ta participación             |

## Derechos de transmisión
- Movistar Deportes, Gol Perú, América Televisión,[n 1] ATV[2][3]
- Sky Sports
- TyC Sports,[n 1][4] ESPN 2[n 2]
- CDF[n 2][5]
- Gol Caracol (Caracol TV)
- BeIN Sports, BeIN-ñ Sports
- beIN Sports
- ESPN 2[n 2]
- ESPN 2[n 2]
- Bolivia TV